# 扎戈洛斯納
48°48′56″N 27°2′59″E / 48.81556°N 27.04972°E
扎戈洛斯納（烏克蘭語：Заголосна）是位於烏克蘭西部赫梅利尼茨基州裏卡緬涅茨-波多利斯基區的杜納伊夫齊市鎮的村莊，面積0.41平方公里，海拔高度260米，2001年人口66，人口密度每平方公里161.76人。